# La Sauvetat-de-Savères
La Sauvetat-de-Savères är en kommun i departementet Lot-et-Garonne i regionen Nouvelle-Aquitaine i sydvästra Frankrike. Kommunen ligger i kantonen Laroque-Timbaut som tillhör arrondissementet Agen. År 2022 hade La Sauvetat-de-Savères 482 invånare.

## Befolkningsutveckling
Antalet invånare i kommunen La Sauvetat-de-Savères
| Referens: INSEE |